# Euphorbia malevola
Euphorbia malevola är en törelväxtart som beskrevs av Leslie Larry Charles Leach. Euphorbia malevola ingår i släktet törlar, och familjen törelväxter. Inga underarter finns listade i Catalogue of Life.